# Ferdinand Michel Storelli
Pour les articles homonymes, voir Storelli.
Ferdinand Michel Storelli, né le 4 juillet 1808 dans l'ancien 1er arrondissement de Paris et décédé le 29 avril 1884 dans le 9e arrondissement, est un peintre français.

## Biographie
Michel Ferdinand Storello dit Storelli, est le fils adoptif de Félix Marie Ferdinand Storelli et de Marie Madeleine Binet.
Élève de son père, il expose au Salon de 1836 à 1878. En 1839, il obtient une médaille de troisième classe pour son tableau Les Marionnettes, au môle de Naples, puis une médaille de seconde classe en 1840.
En 1842, il épouse Gabrielle Godot-de-Mauroy. Le couple est parent de l'architecte André Marie Félix Storelli (1847-1910) et arrière grand-parent de l'amiral André Storelli (1911-2007).
Par un décret du 12 mai 1883, Michel Ferdinand Storello dit Storelli ainsi que ses deux fils Ferdinand François Marie et André Marie Félix, sont autorisés à substituer à leur nom patronymique celui de Storelli.
Il meurt à son domicile de la rue Joubert, à l'âge de 75 ans. Il est inhumé au cimetière du Montparnasse.

## Distinction
- Chevalier de l'Ordre des Saints-Maurice-et-Lazare

## Galerie

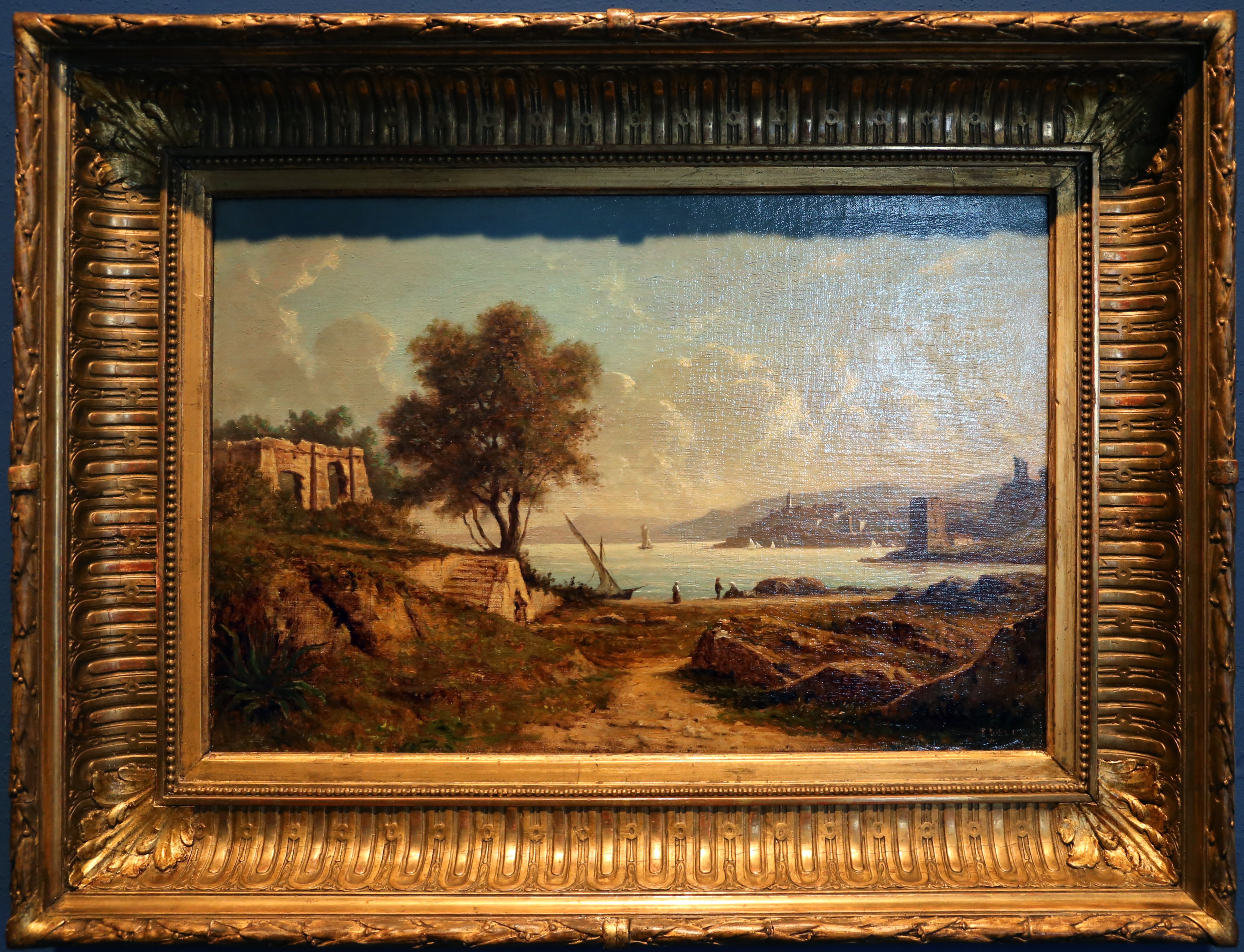
Vue de Bastia, vers 1863.